# 彭祖容
彭祖容（英語：Jojo Pang），香港音樂創作人、香港作曲家及作詞家協會會員，亦是香港阿卡貝拉學院創辦人、藝術總監兼導師及大師班主持人。 

## 教育背景
彭氏畢業於庇利羅士女子中學，後進入香港浸會大學音樂專才課程 (Music Talent Development Programme)，再升讀音樂系。

## 音樂歷程
彭氏早於幼稚園時期便學習音樂，能精通小提琴及小號，歌藝亦十分精堪，被媒體形容為「全能音樂家」。2009年，她創辦了無伴奏合唱組合Orange，曾隨團到日本、新加坡、台灣、中國、澳門等地演出，參與各地音樂節，並逐漸成為華人無伴奏合唱靈魂人物。彭氏曾參與的重要活動包括:
深圳衛視電視節目《The Sing-Off 清唱團》(2012，歌唱導師及編曲)
中華暢聲亞洲音樂協會上海阿卡貝拉音樂營(2013，導師)
國際綜藝合家歡節目《你，唱得喜？》(2013，概念創作、作曲、作詞、編曲及藝術總監)
國際綜藝合家歡節目《你，唱得喜II？》(2014，概念創作、作曲、作詞、編曲及藝術總監)
深圳音樂廳無伴奏合唱比賽 (2015, 評判)。於2013年創辦合唱團隊Sound Of Singers （页面存档备份，存于）（於2015年正式取名）積極推動合唱藝術。
彭氏亦曾於不同場合以不同形式與著名歌手及音樂人合作，當中包括陳潔靈、葉麗儀、陳奐仁、C All Star、泳兒、小肥、黃凱芹、賈思樂及小提琴家姚珏等。
為推廣無伴奏合唱，彭氏亦經常亮相各大媒體，包括有線電視的拉近文化、香港電台青春聯合體等。

## 外部連結
- 香港阿卡貝拉學院 （页面存档备份，存于）